# Дохны
Дохны́ (бел. Дахны, пол. Dachny) — деревня в Сморгонском районе Гродненской области Белоруссии.
Входит в состав Кревского сельсовета.
Расположена у юго-восточной границы района. Расстояние до районного центра Сморгонь по автодороге — около 22,5 км, до центра сельсовета агрогородка Крево по прямой — чуть менее 7,5 км. Ближайшие населённые пункты — Ленковщина, Микулевщина, Милидовщина. Площадь занимаемой территории составляет 0,0840 км², протяжённость границ 2080 м.

## История
Деревня отмечена на карте Шуберта (середина XIX века) как застенок и фольварк Дахны в составе Кревской волости Ошмянского уезда Виленской губернии. В описи 1865 года числились как деревня и двор. Деревня насчитывала 10 ревизских душ; двор принадлежал к владениям Земацких.
Ранее это было несколько поселений, имевших свои названия: Рымтенишки, Дашковщизна, Остейковщизна и Лукашовщизна, которые в XVI веке принадлежали Дашковичам, Рымтеням и Дахновичам. В 1683 году часть, принадлежавшую Дашковичам, купили Каминские, которые с 1774 года стали владеть всей местностью. За подавлением восстания Костюшко 1794 года последовал Третий раздел Речи Посполитой, в результате которого территория Великого княжества Литовского отошла к Российской империи.
После Советско-польской войны, завершившейся Рижским договором, в 1921 году Западная Белоруссия отошла к Польской Республике и деревня была включена в состав новообразованной сельской гмины Крево Ошмянского повета Виленского воеводства.
В 1938 году Дохны состояли из деревни и фольварка, насчитывавших 9 дымов (дворов), 51 душу и 1 дым, 5 душ соответственно.
В 1939 году, согласно секретному протоколу, заключённому между СССР и Германией, Западная Белоруссия оказалась в сфере интересов советского государства и её территорию заняли войска Красной армии. Деревня вошла в состав новообразованного Сморгонского района Вилейской области БССР. После реорганизации административного-территориального деления БССР деревня была включена в состав новой Молодечненской области в 1944 году. В 1960 году, ввиду новой организации административно-территориального деления и упразднения Молодечненской области, Дохны вошли в состав Гродненской области.

## Население
| 1938 | 1999 | 2009 |
| ---- | ---- | ---- |
| 56   | 8    | 5    |

## Транспорт
Через Дохны проходят автомобильные дороги местного значения:
- Н6739 Кривск — Новоспасск
- Н9107 Лебедево — Крево

С другими населёнными пунктами деревня связана автобусным маршрутом Молодечно — Боруны.